# Козлодуй
 За атомната електроцентрала вижте АЕЦ Козлодуй.  
Козлоду̀й е град разположен по поречието на река Дунав в област Враца, Северозападна България. Той е административен и стопански център на едноименната община Козлодуй. Населението на града е 13 771 жители, според данните на ЕСГРАОН от 15 юни 2013 година. 
Козлодуй получава статут на град през 1969 година.

## География
Козлодуй се намира в Дунавската равнина, на 7 км от вливането на р. Огоста в р. Дунав, в плодородната житница на България, наречена „Златия“. Срещу града се намира вторият по големина български остров.
В района на Козлодуй има голямо природно разнообразие на птици и растения. Функциониращият клон на БДЗП в града редовно организира меропроятия, свързани с орнитологията. Различните клубове по екология и природа в учебните заведения също организират акции по почистване, изследване и защита на природата в района. Лятото в града е много топло, зимата е по-мека от другите части на областта.

## История
Векове наред на този крайдунавски бряг са живели траки, славяни и българи, които създават свой бит и култура. Следи от тракийски поселищен цетър, съществувал през първото хилядолетие пр.н.е., са останали в надгробните могили. По-късно през тези места минава големият римски крайдунавски път. За това свидетелстват и останките от римските кастели Магура пиатра (или Регианум), Камиструм и Аугуста.
В този регион са и трите исторически окопа, наречени по-късно Ломски, Островски и Козлодуйски, където е бил настанен Аспарухов военен гарнизон.
Първото известно писмено сведение за наличието на село с подобно име в Никополския санджак се дава от „иджмал“ дефтери от XV век. В описа на санджака, проведен около 1483 г. за населените места в каза Чибри (Цибър) е записано:
„Село Койдозлу, спадащо към Чибри, домакинства 8.
......
Село Бутанофче, спадащо към Чибри, домакинства 6.
Село Хайреддин, спадащо към Чибри, домакинства 4.“ 
Има известни данни за Козлодуй и от XVI в., с което се доказва трайното заселване на селището.
През XVIII в. селището е отбелязано като Котозлук и Козлудере (нисък дол), а по-късно – Козлодуй (ъгъл на ледовете).
Името на селището Козлодуй и данни за него са отпечатани на български език в списание „Летоструй или къщний календар за проста година 1873“ издадено във Виена.  В дадената таблица на статистическото описание на Оряховското окръжие от Врачанската епархия в народночерковно отношение, са дадени данни за населените места. За с. Козлодуй през 1873 г. е изписана с кирилица следната информация:
Селище — Козлодуй
Народност — власи
Къщи – 320
Венчила – 401
Черкви — Св. Тройца
Име на свещеника – Рад. Георгиев и Дим. Наков
На 17 май 1876 г. на козлодуйския бряг от кораба „Радецки“ слиза четата на Христо Ботев. (стар стил)
На 23 ноември 1877 г. 8-и кавалерийски полк с командир Александру Перец освобождава Козлодуй от османска власт.
През лятото на 1950 година, по време на колективизацията около 600 души от селото правят неуспешни опити да напуснат създаденото малко по-рано трудово кооперативно земеделско стопанство. В Козлодуй е изпратен заместник-министъра на земеделието Стоян Сюлемезов, който се опитва да ги разубеди. Пристигането му предизвиква спонтанна демонстрация, прозорците на общината са изпочупени и е направен опит за саморазправа със Сюлемезов. Тълпата е разпръсната с оръжие, а десетки селяни са арестувани и съдени. По-късно за организацията на същите събития са съдени също участниците в нелегална група, наричаща се Бойна интернационална земеделска организация.
На 6 април 1970 г. е поставено началото на строежа на Първа атомна електроцентрала „Козлодуй“.
На 31 декември 2004 г. с постановление на Народното събрание блоковете 1 и 2 на АЕЦ „Козлодуй“ са изведени от експлоатация.
На 31 декември 2006 г. блоковете 3 и 4 на АЕЦ „Козлодуй“ са изведени от експлоатация.

## Население
В Козлодуй живеят основно българи, има също власи, роми, руснаци, украинци, виетнамци, турци и др.
На второ място по брой жители в областта е след Враца. След Козлодуй се нареждат Бяла Слатина и Мездра.
Долната таблица показва изменението на населението на града в периода след втората световна война (1946 – 2021):
| Козлодуй                                                                                  | Козлодуй   | Козлодуй   | Козлодуй | Козлодуй | Козлодуй | Козлодуй | Козлодуй | Козлодуй | Козлодуй | Козлодуй | Козлодуй | Козлодуй | Козлодуй |
| ----------------------------------------------------------------------------------------- | ---------- | ---------- | -------- | -------- | -------- | -------- | -------- | -------- | -------- | -------- | -------- | -------- | -------- |
| година                                                                                    | 1946       | 1956       | 1965     | 1975     | 1985     | 1992     | 2001     | 2005     | 2007     | 2009     | 2016     | 2021     |          |
| население                                                                                 | няма данни | няма данни | 7575     | 10 498   | 12 548   | 13 632   | 14 871   | 14 678   | 14 273   | 13 934   | 12 235   | 11 072   |          |
| Източници: Национален статистически институт, „Citypopulation.de“ и „Pop-stat.mashke.org“ |            |            |          |          |          |          |          |          |          |          |          |          |          |

Преброяване на населението през 2011 г.
Численост и дял на етническите групи според преброяването на населението през 2011 г.:
|                     | Численост | Дял (в %) |
| Общо                | 13058     | 100,00    |
| Българи             | 10966     | 83,97     |
| Турци               | 24        | 0,18      |
| Цигани              | 136       | 1,04      |
| Други               | 55        | 0,42      |
| Не се самоопределят | 56        | 0,42      |
| Неотговорили        | 1821      | 13,94     |

## Управление
- 2015 – Маринела Николова (ГЕРБ) печели на първи тур с 53%
- 2011 – Румен Маноев (ГЕРБ, ОДС, Гергьовден, ЗНС)
- 2007 – Румен Маноев (Коалиция „Проект“ Промяна.BG) печели на втори тур с 58% срещу Милко Торбов (БСП).
- 2003 – Милко Торбов (независим) печели на втори тур с 56% срещу Валери Ончев (независим).
- 1999 – Милко Торбов (независим) печели на втори тур с 54% срещу Иво Симеонов (ОДС плюс).
- 1995 – Константин Петров Рошков (независим) печели на втори тур с 41% срещу Таня Петрова (Предизборна коалиция БСП, БЗНС Александър Стамболийски, ПК Екогласност).

## Икономика
Градът е с голямо икономическо значение, заради функциониращата АЕЦ „Козлодуй“. Населението на града е заето предимно в АЕЦ „Козлодуй“, както и в Държавно предприятие „Радиоактивни отпадъци“. Средната заплата в Козлодуй е втората най-висока в България.

## Инфраструктура
Училища
На територията на града функционират четири училища:
- СУ „Христо Ботев“
- СУ „Св. св. Кирил и Методий“ (Козлодуй)
- Професионална гимназия по ядрена енергетика „Игор Курчатов“
- Начално училище „Васил Левски“

На територията на града функционират и няколко детски градини:
- ЦДГ Слънчице
- ОДЗ Мир
- ОДЗ Радост
- ЦДГ Звънче

## Култура
В Козлодуй се намират следните забележителности от Стоте национални туристически обекта на Български туристически съюз: Национален музей „Параход Радецки“, ул. „Хр. Ботев“ № 82, от 9,00 до 18,00 часа без почивен ден. Корабът предлага и каюти с легла с възможност за нощуване. Цената на легло на нощ е 8,00 лв. за възрастни и 5,00 лв. за пенсионери, студенти и ученици.
Друго удобство, от което биха могли да се възползват посетителите на Националния музей параход „Радецки“ е възможността за наемане на зала за провеждане на делови срещи и конференции. Цената за наем за един астрономически час е 50,00 лв.
Печат на обект №18 (Козлодуй – Национален музей „Параход Радецки“; Паметник на Христо Ботев и неговата чета) има и в хотел-ресторант „Радецки“, който се намира в непосредствена близост до обектите. Това е направено за улеснение на всички участници в движението „Опознай България – 100 НТО“.
Ежегодно по време на т.нар. Ботеви дни в края на май се провежда тържествена проверка с митинг-заря, на която се стичат множество Ботеви поклонници, сред които и участниците в ежегодния поход Козлодуй – връх Околчица, гости на града, политици и общественици.
В община Козлодуй туристическата дейност е свързана по-скоро с предоставяне на възможности за отдих и развлечение на живеещите на територията ѝ. Два са основните туристически походи, чийто маршрут преминава пред общината – национален туристически поход „По стъпките на Ботевата чета – Козлодуй-Околчица“ и Международен воден поход по р. Дунав.
Иконостасът на храма „Света Троица“ е дело на дебърски майстори от рода Филипови. През 2018 г. църквата е обявена за паметник на културата с местно значение.

### Театри
Известна с участията си е младежката Театрална трупа „3 – 4!“ към Общински Детски Комплекс. Освен с театрални постановки младежите в Козлодуй се изявяват с песни, танци и т.н. Доста популярни са групите „Доминанта“, „Робинзон“, „Щуротреска“, както и няколко балета.
На територията на града действат:
- „Дом на Енергетика“
- Читалище „Христо Ботев“

### Музеи
Националният музей „Параход „Радецки““ осъществява популяризаторска и фондова дейност, свързани с живота и делото на Христо Ботев, бойния път на Ботевата чета, националноосвободителното движение, изучаване на културно-историческото наследство и др. Той е подчинен на Министерството на културата и се финансира от него.
Националният музей „Параход „Радецки““ е учреден с разпореждане N5 на Министерския съвет на Република България от 16 май 1962 г. Възстановяването му започва през май 1966 г. и преминава през няколко етапа. Корабът е установен на постоянен пристан в лимана на козлодуйския бряг. От 1993 г. извършва организирани плавания в акваторията и между пристанищата по целия български участък на река Дунав.
Корабът предлага леглова база за 40 души, първокласен салон с експозиция, удобен за провеждане на културни прояви, бизнес срещи, концерти и др.

### Спорт
Плувен клуб „Атомик“ към АЕЦ Козлодуй
Местният футболен отбор Ботев Козлодуй играе във „В“ РФГ, където държи първо място.
Всяка година през юли в Козлодуй се провежда тенис турнир за наградите на АЕЦ Козлодуй.
Съществува и клуб по джудо – Олимпия.
Спортна дейност извършва и Таекуон-до клуб Оренда. Клубът съществува от 1995 г. като през тези 20 г. от съществуването му има много спечелени титли – държавни, европейски и световни.
От няколко години момчетата в града се изявяват и като футболисти с отбора на града ФК „Ботев“. А от тази година като футболистки се изявяват и момичета. Ботев Козлодуй

### Редовни събития
- 27 май – Христо Ботев и неговата чета са слезли на Козлодуйски бряг. Празникът се чества с тържествена заря.
- 19 юни – Ден на енергетѝка
- 29 юни – Ден на река Дунав – на този ден корабът „Радецки“ плава един час (безплатно)

## Побратими градове
- Бекет, Румъния (5)
- Босилеград, Сърбия [13]
- Калофер, България [14]
- Путивл, Украйна [15][16]
- Уайтхейвън, Англия [17]

## Личности
Родени в Козлодуй
- Величко Добрев, български учен и микробиолог
- Звезделин Минков, български актьор
- Румен Трифонов, български футболист
- Юлия Юревич, българска манекенка от украински произход

Хора, свързани с Козлодуй
- Димитър Митов, вратар на Абърдийн - прекарва детството си в града и оттук започва футболната му кариера, като първоначално играе във ФК "Ботев Козлодуй"

## Други
На Козлодуй е наречена улица в квартал „Банишора“ в София (Карта).